# Хара-Хото
Хара́-Хото́ («чёрный город») — археологический памятник, развалины древнего тангутского города Эдзина (Хэйжунчэн) в хошуне Эдзин-Ци аймака Алашань (Внутренняя Монголия, Китай). Именно этот город, как считается, был описан Марко Поло в его «Книге чудес света» под названием Этзина.
Город имел прямоугольную форму, его размеры в плане составляли 440×360 м.

## История

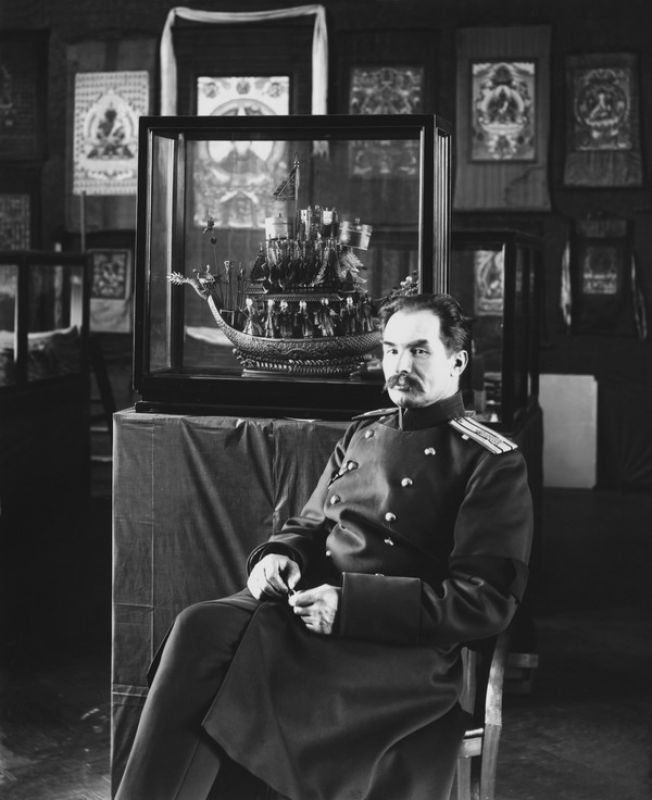
П. К. Козлов на выставке экспонатов из Харо-Хото. СПб., 1910 г.

Город известен с первой половины XI века — основан приблизительно в 1032 году; в скором времени стал важным торговым центром Тангутской державы. Был захвачен Чингисханом в 1226 году; в советских источниках указано, что город подвергся разрушению, тогда как в различных зарубежных — что был одним из немногих тангутских городов, не только не разрушенных, но и переживших новый расцвет при монгольском правлении. Легенды относят разрушение города к 1372 году, когда Эдзин, гарнизоном которого командовал Хара-Цзян-цзюнь (Хара-Батор), был окружён войсками китайской династии Мин; при этом одной из причин оставления города жителями могла стать острая нехватка воды, вызванная искусственно созданной осаждающими запрудой.
Благодаря отдалённому и труднодоступному местоположению в Хара-Хото сохранились нетронутыми многие артефакты XIII века, в том числе глинобитные стены с бастионами и башнями, развалины религиозных буддийских (субурганы) и различных светских построек (мастерские, гостиницы, склады, лавки, жилые дома). Благодаря хорошей сохранности удалось составить примерный план города и доказать наличие в нём системы оросительных каналов. Среди обнаруженных артефактов, помимо многочисленных рукописей — предметы буддийского культа, китайские монеты, юаньские бумажные деньги (иногда называемые первыми подобными в истории), различные сельскохозяйственные и ремесленные орудия.

## Изучение
Первые научные исследования руин Хара-Хото проводил русский географ и путешественник Пётр Кузьмич Козлов, экспедиции под руководством которого работали здесь в 1907—1909 и 1926 годах. Первая экспедиция стала фактическим открытием Хара-Хото и тангутской культуры в целом: из неё в Санкт-Петербург были доставлены, помимо множества других находок, более 8000 книг на тангутском языке, которые были размещены в Азиатском музее РАН (в настоящее время — Институт восточных рукописей  РАН), значительная часть вывезенных Козловым артефактов ныне хранится в фондах Государственного Эрмитажа.
В 1910 году в Санкт-Петербурге в новом здании ИРГО открылась выставка коллекции, привезённых П. К. Козловым из Харо-Хото.
Одной из самых важных находок экспедиции Козлова был тангутско-китайский словарь, который был отождествлен во время первоначального описания коллекции А. И. Ивановым. Этот словарь позволил начать работы по дешифровке тангутской письменности.
Раскопки в Хара-Хото проводили также Аурел Стейн (1917), Лэнгдон Уорнер (1925), Фольке Бергман (1927), Свен Гедин (1927—1931) и другие учёные. Китайскими экспедициями в 1983—1984 годах было обнаружено более 3000 тангутских рукописей. Первым начал опубликовать письменные памятники из Хара-Хото А. И. Иванов.

## Изображения

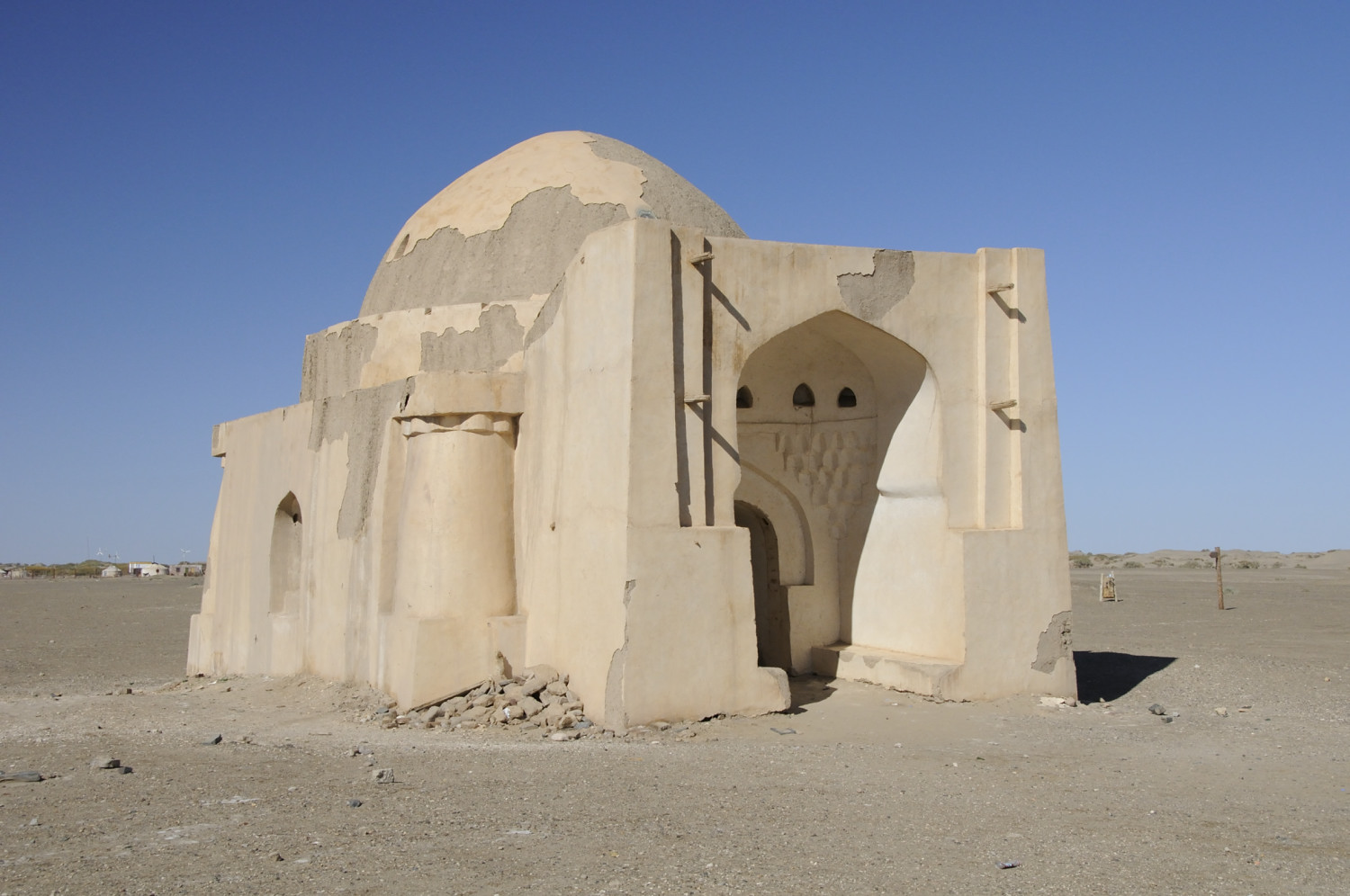
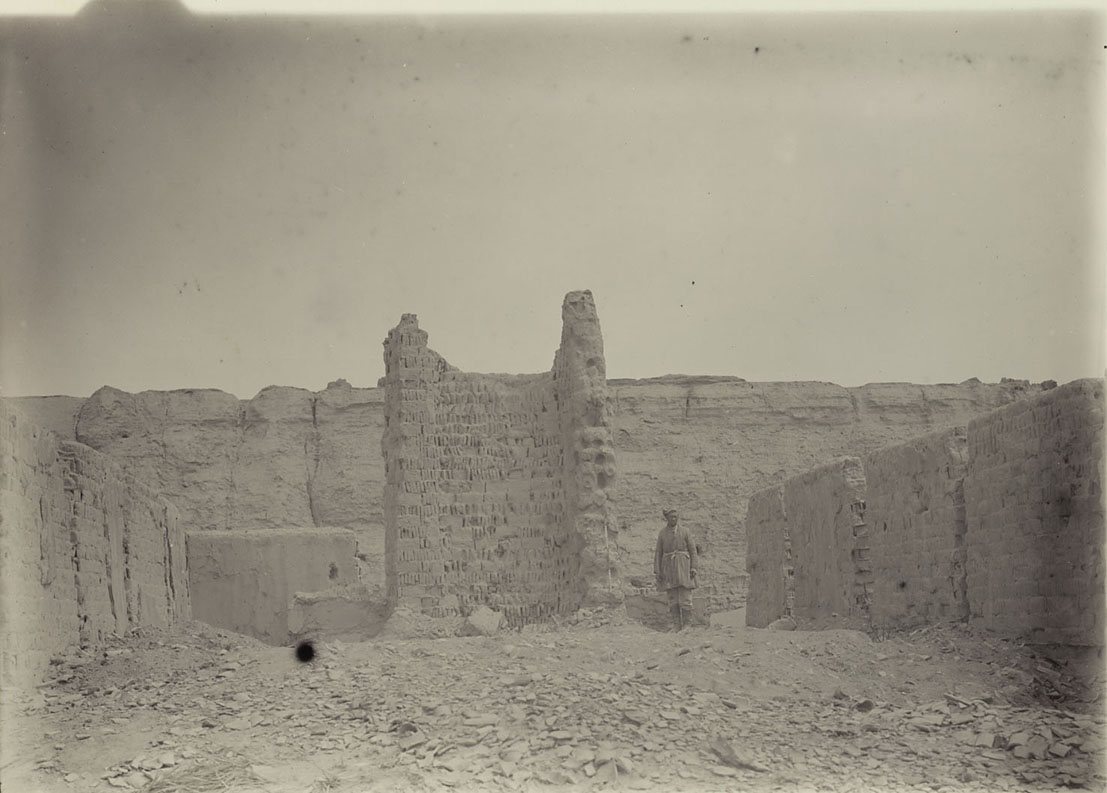
Развалины Хара-Хото. 1914 г.
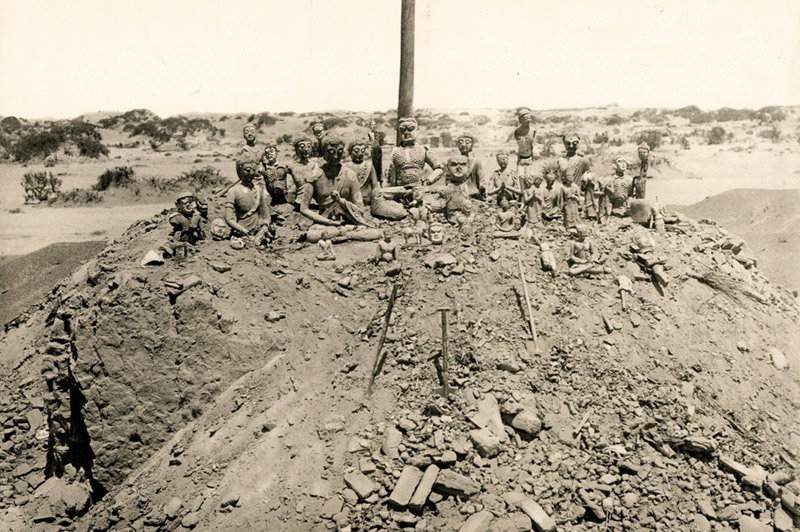
Хара-Хото. «Знаменитый» субурган, статуи, раскопанные экспедицией П. К. Козлова, 1909 г.